# پریرخ دادستان
پریرخ دادستان (زادهٔ ۱ فروردین ۱۳۱۲ – درگذشتهٔ ۲۲ آبان ۱۳۸۹) استاد روانشناسی دانشگاه تهران، دانشگاه آزاد اسلامی واحد تهران جنوب و دانشگاه شهید بهشتی بود.
پریرخ دادستان یکی از بنیان‌گذاران روانشناسی نوین ایران است و او را مادر روانشناسی ایران می‌نامند. وی دارای تألیفات منحصر به‌فرد در روانشناسی رشد (روانشناسی تحولی) و بالینی است و تأثیر زیادی بر زبان روانشناسی نوین ایران داشته‌است و دارد و یکی از اولین و معدود مولفانی در سطح بین‌المللی است که به دنبال تبیین روانشناسی مرضی از دیدگاه تحولی بوده‌است. او سال‌ها تدریس روانشناسی رشد (تحولی)، بالینی کودک، مرضی، ارزشیابی شخصیت، تشخیص و جنایی را در سطوح مقدماتی و پیشرفته به عهده داشته‌است.

## زندگی
پریرخ دادستان، دختر جلال‌الدین دادستان (نوه شاهزاده مهدی‌قلی میرزا) اول فروردین ۱۳۱۲ در تهران متولد شد و تحصیلات ابتدایی خود را در دبستان خورشید در سال ۱۳۱۷ آغاز کرد و دیپلم علمی خود را از دبیرستان ناموس در سال ۱۳۲۸ در ۱۵ سالگی و دیپلم ادبی را از دبیرستان شاهدخت تهران در سال ۱۳۲۹ دریافت کرد.  دادستان در حالی‌که ۱۶ سال بیش نداشت در دومین آزمون اعزام به خارج از کشور در دوران پهلوی شرکت کرد و به عنوان تنها زن حاضر در آن، پذیرفته و یک سال بعد عازم ژنو از شهرهای سوئیس شد. درخشش پریرخ جوان در طول تحصیل قبل از دکترا در دانشگاه ژنو باعث شد ژان پیاژه غول روانشناسی شناختی و تحولی راهنمایی پژوهش و پایان‌نامهٔ دکترای او را بپذیرد. باور ژان پیاژه به دادستان به حدی بود که مسئولیت مرکز شناختی نیویورک را به او پیشنهاد کرد. اما دادستان که عاشق وطن بود پیشنهاد را نپذیرفت و در سال ۱۳۳۹ بعد از اخذ مدرک دکترا در ۲۶ سالگی به کشور بازگشت.
بعد از ورود به ایران، دادستان مسئولیت نخستین مرکز هدایت حرفه‌ای و هدایت تحصیلی را بر عهده گرفت. او دو سال مسئولیت دفتر روان‌شناسی دانشگاه پلی‌تکنیک را با نظارت دانشگاه فرانسه و برای هدایت دانشجویان عهده‌دار شد. وی در سال ۱۳۵۴ به اصرار علی‌اکبر سیاسی به
گروه روانشناسی دانشگاه تهران پیوست.
دادستان در سال ۱۳۵۹ به عنوان دانشیار و مدیر گروه روانشناسی دانشگاه تهران انتخاب گردید. با تلاش بی‌وقفه در پژوهش و تألیف، دادستان توانست به درجهٔ استاد تمامی در گروه روانشناسی دانشگاه تهران در مدت کوتاهی (در سال ۱۳۶۵) برسد. از استاد دادستان بیش از ۱۵ کتاب و ۵۰ مقاله باقی است. او عهده‌دار چندین طرح پژوهشی در سطح ملی بوده‌است. در سال ۱۳۸۱ در حالی‌که به تازگی به عنوان یکی از پُرکارترین استادان دانشگاه تهران شناخته شده‌بود و تدریس بیش از ۱۷ واحد درسی را به عهده داشت، به اجبار بازنشسته گردید. دادستان جزو معدود استادانی در دانشکدهٔ روانشناسی بود که از امضای حکم بازنشستگی امتناع ورزید و به این حرکت مدیریت دانشکده و دانشگاه تهران شدیداً اعتراض کرد. همگام با استاد دادستان، دانشجویان گروه روانشناسی به این حرکت دانشگاه تهران اعتراض کرده، خواستار لغو حکم بازنشستگی وی شدند.
دادستان از سال ۱۳۷۲ تا ۱۳۸۹، مدیر دفتر مطالعات و تحقیقات علوم انسانی معاونت پژوهشی و برنامه‌ریزی دانشگاه آزاد اسلامی واحد تهران جنوب و از ۱۳۷۵ تا ۱۳۸۹ مدیر گروه روانشناسی سازمان مطالعه و تدوین کتب علوم انسانی بود. او در سال ۱۳۸۲ فصلنامهٔ روانشناسان ایرانی را با همکاری دانشگاه آزاد تأسیس نمود.

### درگذشت
دادستان، صبح شنبه ۲۲ آبان ماه ۱۳۸۹ به علت سرطان در سن ۷۷ سالگی در تهران درگذشت. پس از درگذشت وی فیلم مستندی از آثار و زندگانی ایشان تحت عنوان «پرواز ژنو-تهران» به تهیه‌کنندگی محمد فاتحی و کارگردانی مهران فیروزبخت ساخته شد که در دومین سالگرد یادبود وی به نمایش درآمد.

## جوایز و افتخارات
- کتاب «روانشناسی مرضی تحول از کودکی تا نوجوانی» تألیف: استاد دادستان، برگزیده دوره دهم کتاب سال جمهوری اسلامی ایران.[۶]
- کتاب «مطالعه کیفیت زندگی، ادراک بیماری و سبک‌های دلبستگی بیماران سالمند مبتلا به دیابت» تألیف: پریرخ دادستان، حمیده جهانگیری، علیرضا نوروزی، هاراطون داویدیان، سعید شاملو، و میرتقی گروسی فرشی، و حیدرعلی هومن، برگزیده سومین دوره جایزه کتاب فصل (زمستان 1386)[۶]
- کتاب «اختلالات رفتاری و روانی کودکان» تألیف: پریرخ دادستان، حمیده جهانگیری، هاراطون داویدیان، برگزیده ششمین دوره جایزه کتاب فصل (تابستان 1387)[۶]
- کتاب «بررسی میزان اختلالات عملکرد جنسی در بیماران مبتلا به اختلال افسردگی تحت دارودرمانی در شهر تهران»، تألیف: پریرخ دادستان، هاراطون داویدیان، حمیده جهانگیری، علیرضا نوروزی، و حیدرعلی هومن، برگزیده هشتمین دوره جایزه کتاب فصل (زمستان 1388 )
- کتاب «بررسی نقش آموزش روش‌های شناختی _ رفتاری و آموزش آرامسازی بر کاهش اضطراب رابطه جنسی»، تألیف: پریرخ دادستان، هاراطون داویدیان، حمیده جهانگیری، علیرضا نوروزی، سیامک نقشبندی، و حیدرعلی هومن، برگزیده پانزدهمین دوره جایزه کتاب فصل (تابستان 1389)
- کتاب «تأثیر اصوات موسیقی بر میزان تمرکز حواس و توجه دانش‌آموزان پیش‌دبستانی مبتلا به اختلال نقص توجه/ بیش فعالی (ADHD)»، تألیف: پریرخ دادستان ، هاراطون داویدیان، حمیده جهانگیری، علیرضا نوروزی، میرتقی گروسی فرشی، و حیدرعلی هومن، برگزیده بیست و یکمین دوره جایزه کتاب فصل (بهار 1391)
- کتاب «فرهنگ لغت علوم شناختی، علوم رفتاری و علوم اعصاب (فارسی به انگلیسی)»، تألیف: پریرخ دادستان ، حمیده جهانگیری، علیرضا نوروزی، برگزیده پنجمین دوره جایزه کتاب گام اول جمهوری اسلامی ایران (آبان 1390)
- چهره‌های ماندگار در سال ۱۳۸۱.[۶]
- برنده جایزه بخش تحقیقات بنیادی علوم انسانی در پانزدهمین جشنواره بین‌المللی خوارزمی (۱۳۸۳)[۶]

## مقاله‌ها
- ۱۳۸۵ بررسی تحولی مفهوم طبقه‌بندی. با همکاری جمیله کلانتری خاندانی، فصلنامهٔ روانشناسان ایرانی،۱۰، * ۱۳۸۴ اثربخشی روان‌درمانگری پویشی کوتاه‌مدت و دارو درمانگری در بیماران افسرده. با همکاری فاتح رحمانی، محمدکاظم عاطف وحید و ایرج امیدی، مجلهٔ روانشناسی (دورهٔ جدید)، ۳۴، ۱۳۸-۱۱۴.
- ۱۳۸۳ تحول مفاهیم اخلاقی و دیگردوستی در دانش‌آموزان دورهٔ راهنمایی شهر تهران، با همکاری معصومه پور محمدرضا تجریشی، فصلنامهٔ روانشناسان ایرانی، ۲، ۱۰۳-۹۱.
- ۱۳۸۳ جدایی روانشناختی از والدین و پیشرفت تحصیلی: یک پژوهش دربارهٔ تفاوت‌های جنسی و فرهنگی. با همکاری محسن حق‌بین، سعیده بزازیان و محمدرضا حسن‌زاده توکلی، فصلنامهٔ روانشناسان ایرانی، ۱، ۲۰-۳.
- ۱۳۸۲ بررسی رابطهٔ نشانه‌های مرضی مادر با شکل‌گیری دلبستگی و مشکلات رفتاری/ اجتماعی کودکان پیش‌دبستانی. با همکاری زینب خانجانی، مجلهٔ روانشناسی، (دورهٔ جدید)، ۲۷، ۲۵۲-۲۳۳.
- ۱۳۸۱ بررسی تحول بازخورد کودکان نسبت به بیماری‌های روانی برحسب فاصلهٔ اجتماعی. با همکاری سعیده بزازیان، مجلهٔ علوم روانشناختی، ۳، ۳۱۳-۲۸۶.
- ۱۳۸۱ دین و تحول شناخت، مجلهٔ علوم روانشناختی، ۲، ۱۴۹-۱۲۲.
- ۱۳۸۱ بررسی تحولی خودپنداشت در کودکان ۶ تا ۱۲ ساله و رابطهٔ آن با طبقهٔ اجتماعی و جنس. با همکاری رضا پورحسین، جواد اژه‌ای و علیرضا کیامنش. مجلهٔ روانشناسی (دورهٔ جدید)، ۲۳، ۲۲۶-۲۱۱.
- ۱۳۸۰ تأثیر تنش‌زدایی بر اضطراب، پیشرفت تحصیلی و حافظهٔ کودکان دبستانی. با همکاری مسعود جان‌بزرگی و ناهید نوری، مجلهٔ روانشناسی (دورهٔ جدید)، ۱۷، ۳۰-۴.
- ۱۳۷۹ بررسی توانایی‌های کودکان غیرفارسی زبان در زبان فارسی در بدو ورود به نظام آموزشی. با همکاری زهرهٔ مجدآبادی فراهانی، مجموعه مقالات علوم‌انسانی دانشگاه آزاد اسلامی- تهران جنوب، معاونت پژوهشی و برنامه‌ریزی، دفتر دوم، ۳۰-۷.
- ۱۳۷۹ تحول شناختی و آموزش دینی، رشد آموزش ابتدایی، ۲۳، ۲۵-۲۰.
- ۱۳۷۹ نقش عوامل شخصیتی بر راهبردهای مقابله‌ای و تأثیر روش مقابله درمانگری بر عوامل شخصیتی و افسردگی. با همکاری علیرضا آقایوسفی، جواد اژه‌ای، محمود منصور، مجله روانشناسی (دورهٔ جدید)، ۱۶، ۳۷۰-۳۴۷.
- ۱۳۷۹ وارسی مقایسه‌ای نمرهٔ Z آزمون "رورشاخ" در آزمودنی‌های سطوح عینی و انتزاعی. با همکاری محمدرضا شعیری، محمود منصور و جواد اژه‌ای. مجلهٔ روانشناسی (دورهٔ جدید)، ۱۴، ۱۳۰-۱۱۵.
- ۱۳۷۸ بررسی توانمندی‌های ذهنی دانش‌آموزان دورههٔ ابتدایی. رشد آموزش ابتدایی، ۳ (۲)، ۳۱-۲۶.
- ۱۳۷۸ بیش از این فرصت‌های بهینه آموزشی را از دست ندهیم. رشد آموزش ابتدایی، ویژه‌نامهٔ همایش نقد و بررسی کتاب‌های دورههٔ ابتدایی، ۲۱۶-۲۱۰.
- ۱۳۷۸ پیامدهای شکست مقاومت و افشای هیجانی در سطح سلول‌های تسهیل‌کننده و مهاری لمفوسیت‌های T و آسیب‌های روانشناختی. با همکاری نیما قربانی، جواد اژه‌ای و حسین مطیعیان، مجلهٔ روانشناسی (دورهٔ جدید)، ۱۲، ۳۸۹-۳۶۸.
- ۱۳۷۸ بررسی مؤلفه‌های بنیادین سازش‌یافتگی در آزادگان ایرانی (قسمت اول). هادی بهرامی احسان، پریرخ دادستان، جواد اژه‌ای، علیرضا کیامنش. مجلهٔ روانشناسی (دوره جدید)، ۱۲، ۳۱۹-۲۹۹.
- ۱۳۷۸ بررسی مؤلفه‌های بنیادین سازش یافتگی در آزادگان ایرانی (قسمت اول). با همکاری هادی بهرامی احسان، جواد اژه‌ای و علیرضا کیامنش. مجلهٔ روانشناسی (دورهٔ جدید)، ۱۱، ۲۶۸-۲۴۹.
- ۱۳۷۸ تنیدگی (استرس)، فعالیت مغزی/ رفتاری و تغییرات ایمونوگلوبولین ترشحی A. با همکاری پرویز آزادفلاح، جواد اژه‌ای و سیدمحمد موذنی، مجلهٔ روانشناسی (دورهٔ جدید)، ۹، ۲۶۸-۲۴۹.
- ۱۳۷۸ پیشگیری از عقب‌ماندگی کاذب، نخستین گام در راه تأمین بهداشت روانی. فصلنامهٔ حوزه و دانشگاه، ۱۸، ۵۶-۳۷.
- ۱۳۷۸ نقش تعامل اجتماعی در تحقق آرمان‌های گروهی. مقالهٔ ارائه شده در همایش بررسی علل و عوامل تقدم مصالح جمعی بر منافع فردی، اداره کل فرهنگ و ارشاد اسلامی استان تهران، مقالهٔ برتر.
- ۱۳۷۷ نقش تلویزیون در شکل‌گیری و تقویت مفاهیم مذهبی و اخلاقی کودکان دورهٔ ابتدایی. مجلهٔ پژوهش و سنجش، مرکز پژوهش و سنجش صدا و سیمای جمهوری اسلامی ایران، ۵ (۱۶ و ۱۵)، سال پنجم، ۲۹-۲۲.
- ۱۳۷۷ بررسی ویژگی‌های شخصیتی مبتلایان به میگرن و مقایسهٔ تأثیر دارو درمانگری با روش آموزش تنش‌زدایی همراه با پسخوراند زیستی حرارتی در این بیماران. با همکاری کاظم رسول زاده طباطبایی، مجلهٔ روانشناسی (دوره جدید)، ۷، ۲۳۰-۲۱۱
- ۱۳۷۷ بررسی توان ذهنی و درک مفاهیم دانش‌آموزان دورهٔ ابتدایی به منظور تعیین استانداردهای آموزشی. مجلهٔ روانشناسی (دورهٔ جدید)، ۵، ۳۹-۵.
- ۱۳۷۶ آدلر و آدلری‌نگری. مجلهٔ روانشناسی (دورهٔ جدید)، ۴، ۳۲۹-۳۰۳.
- ۱۳۷۶ پیاژه در جدال با روان تحلیل‌گری. مجلهٔ روانشناسی (دورهٔ جدید)، ۲. ۱۴۴-۱۲۲.
- ۱۳۷۶ سنجش و درمان اضطراب امتحان. مجلهٔ روانشناسی (دورهٔ جدید)، ۱، ۶۰-۳۱.
- ۱۳۷۴ سنجش و درمان اضطراب امتحان. مقالهٔ ارائه شده در همایش علمی-کاربردی بهبود کیفیت آموزش عمومی، ادارهٔ کل آموزش و پرورش شهر تهران، آذرماه.
- ۱۳۷۲ استقلال‌طلبی و تعارض نسل‌ها. دنیای سخن، ۵۴، ۴۵-۴۴.
- ۱۳۷۲ هوش و خلاقیت. مجلهٔ استعدادهای درخشان، ۲(۱)، ۱۸-۶.
- ۱۳۷۱ بررسی تحول عقلی دختران بر اساس یافته‌های ترسیمی. مجلهٔ دانشکده ادبیات و علوم‌انسانی دانشگاه تهران، ۳۰، (۴-۱)، ۶۴-۳۳.
- ۱۳۷۰ شکل‌گیری اضطراب در جریان تحول و بررسی تجربی آن در دورهٔ نوجوانی. مجلهٔ دانشکده ادبیات و علوم‌انسانی دانشگاه تهران، ۲۹(۲-۱)، ۱۶۴- ۱۲۵.
- ۱۳۷۰ بررسی تجربی حافظه و موقعیت آن در گستره کنش‌های شناختی: دیدگاه عملیاتی. مجلهٔ دانشکده ادبیات و علوم انسانی دانشگاه تهران، ۲۸(۴ و ۳)،۳۲۰-۲۹۵.
- ۱۳۶۷ نارساخوانی. مجلهٔ دانشکدهٔ ادبیات و علوم‌انسانی دانشگاه تهران۲۵، (۴-۱)، ۴۲۲- ۴۰۵.
- ۱۳۶۷ گسترهٔ روانی پرخاشگری. مجلهٔ دانشکده ادبیات و علوم انسانی دانشگاه تهران، ۲۶ (۴-۱)، ۲۴۵-۲۳۵.
- ۱۳۵۸ بررسی نظریه‌های هوش از دیدگاه نظریه عملیاتی. مجلهٔ دانشکده ادبیات و علوم‌انسانی دانشگاه تهران، ۲۴ (۴ و ۳)، ۲۹۲-۲۷۴.
- ۱۳۵۸ نقاشی به منزلهٔ گواه تحول ذهنی و ویژگی‌های انفعالی. مجلهٔ روانشناسی، ۷ (۲۰)، ۱۱۵-۹۸.
- ۱۳۵۷ زبان و فکر در نظریه پیاژه. مجلهٔ روانشناسی، ۷ (۲۱)، ۱۱۵-۹۷.
- ۱۳۵۶ امکان ارزشیابی هوش در کودکان. مجلهٔ دانشکدهٔ علوم تربیتی دانشگاه تهران ،۷ (۱)، ۴۰-۲۶.
- ۱۳۵۶ مسئلهٔ سرآمدان و بررسی انتقادی روش‌های مشخص کردن آنان. مجلهٔ روانشناسی۶ (۱۸)، ۲۹۴-۲۷۳.
- ۱۳۵۵ روانشناسی پیاژه و کاربرد آموزشی آن. مجلهٔ روانشناسی، ۵ (۱۵و ۱۴)، ۲۲۵-۲۰۷.
- ۱۳۴۳ علل عقب افتادگی تحصیلی. ماهنامهٔ آموزش و پرورش، ۳۴(۷)، ۴۶-۴۲.

## پژوهش‌ها
- ۱۳۸۵ نظر جوانان ایرانی پیرامون پیامدهای فرهنگی- اجتماعی تسهیل انتقال اطلاعات در سطح بین‌المللی. طرح ملی سازمان ملی جوانان.
- ۱۳۸۱ بررسی جدایی روانشناختی از والدین و تأثیر آن بر پیشرفت تحصیلی دانشجویان دانشگاه آزاد- معاونت پژوهشی و برنامه‌ریزی واحد تهران جنوب.
- ۱۳۸۰ بررسی تحول توان ذهنی، اخلاقی و اجتماعی دانش‌آموزان دوره راهنمایی به منظور تعیین استانداردهای آموزشی. سازمان پژوهش و برنامه‌ریزی آموزشی وزارت آموزش و پرورش.
- ۱۳۸۰ تأثیر روش تنش‌زدایی بر اضطراب، پیشرفت تحصیلی و حافظهٔ کودکان دبستانی. دانشکده روانشناسی و علوم تربیتی دانشگاه تهران.
- ۱۳۷۷ نقش تلویزیون در شکل‌گیری و تقویت مفاهیم مذهبی و اخلاقی کودکان دورهٔ ابتدایی. مرکز تحقیقات و مطالعات و سنجش برنامه‌های صدا و سیمای جمهوری اسلامی ایران.
- ۱۳۷۶ بررسی توان ذهنی دانش‌آموزان دورهٔ ابتدایی به منظور تعیین استانداردهای آموزشی. (در سه جلد) سازمان پژوهش و برنامه‌ریزی وزارت آموزش و پرورش (برنده پانزدهمین جشنواره بین‌المللی خوارزمی).
- ۱۳۷۶ روش‌های تشویق و تنبیه در مدارس راهنمایی از دیدگاه معلمان و دانش‌آموزان. با همکاری زهرا دانش‌پژوه، وزارت آموزش و پرورش (برندهٔ طرح برگزیده سال ۱۳۷۷).
- ۱۳۷۵ بررسی توانایی‌های کودکان غیرفارسی زبان در زبان فارسی در بدو ورود به نظام آموزشی. با همکاری زهرهٔ مجدآبادی فراهانی، وزارت آموزش و پرورش. (برنده طرح برگزیده سال ۱۳۷۹).
- ۱۳۷۴ میزان اضطراب دانش‌آموزان در جلسات امتحانی و راه‌های کاهش آن. با همکاری زهرا دانش‌پژوه، شورای تحقیقات استان تهران، وزارت آموزش و پرورش (برنده طرح برگزیده سال ۱۳۷۵).
- ۱۳۷۳ هنجارگزینی تست آدمک رنگی به منظور ارزشیابی شخصیت کودکان دبستانی. با همکاری سوسن رحیم‌زاده، دانشگاه تهران.
- ۱۳۷۱ بررسی تحول کودکان ایرانی براساس تحلیل نتایج بالینی و آماری یک تست فرافکن تولیدی. با همکاری محمود منصور، دانشگاه تهران.
- ۱۳۷۱ هنجارگزینی تست «حرمت خود» کوپر اسمیت. دانشگاه تهران.
- ۱۳۶۸ هنجارگزینی مقیاس اضطراب کتل. دانشگاه تهران.
- ۱۳۶۷ هنجارگزینی تست افسردگی بک. دانشگاه تهران.
- ۱۳۶۵ هنجارگزینی تست ۱۶ عاملی شخصیت کتل. دانشگاه تهران.
- ۱۳۶۵ هنجارگزینی مقیاس هوش حسی-حرکتی پیاژه. با همکاری سوسن رحیم‌زاده، دانشگاه تهران.
- ۱۳۶۳ طرح آماده‌سازی تست هوش گروهی «ویل». دانشگاه تهران. این طرح در حد تحلیل مواد تست و تعیین درجه دشواری آن‌ها در مورد یک نمونه ۶۰۰ نفری از دانش‌آموزان مناطق بیست‌گانه تهران انجام شده‌است.